# 73 Pułk Piechoty (II RP)

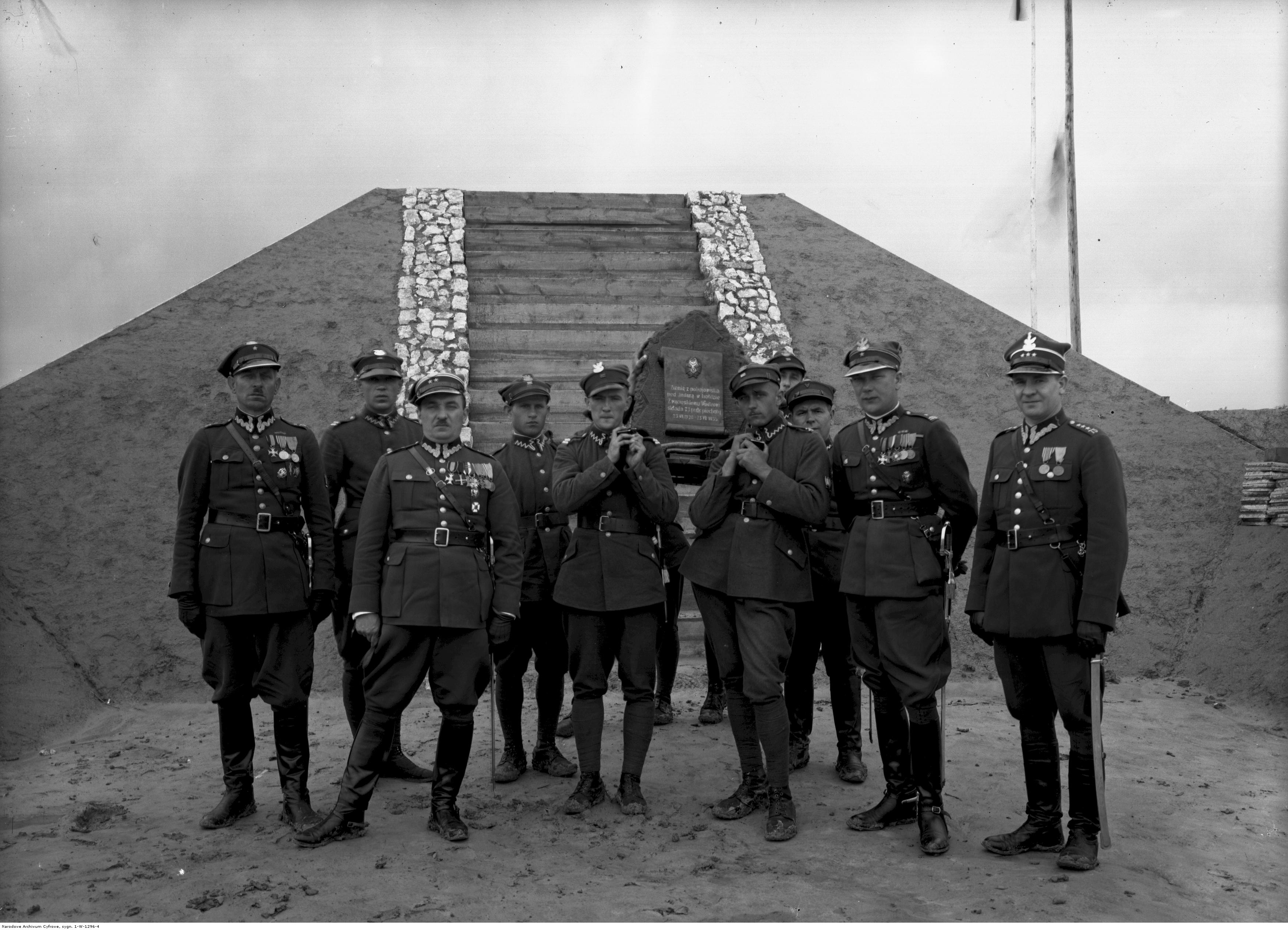
Żołnierze 73 pp na tle kopca na Sowińcu trzymają urnę z ziemią z bitwy pod Indurą; Kraków 1935

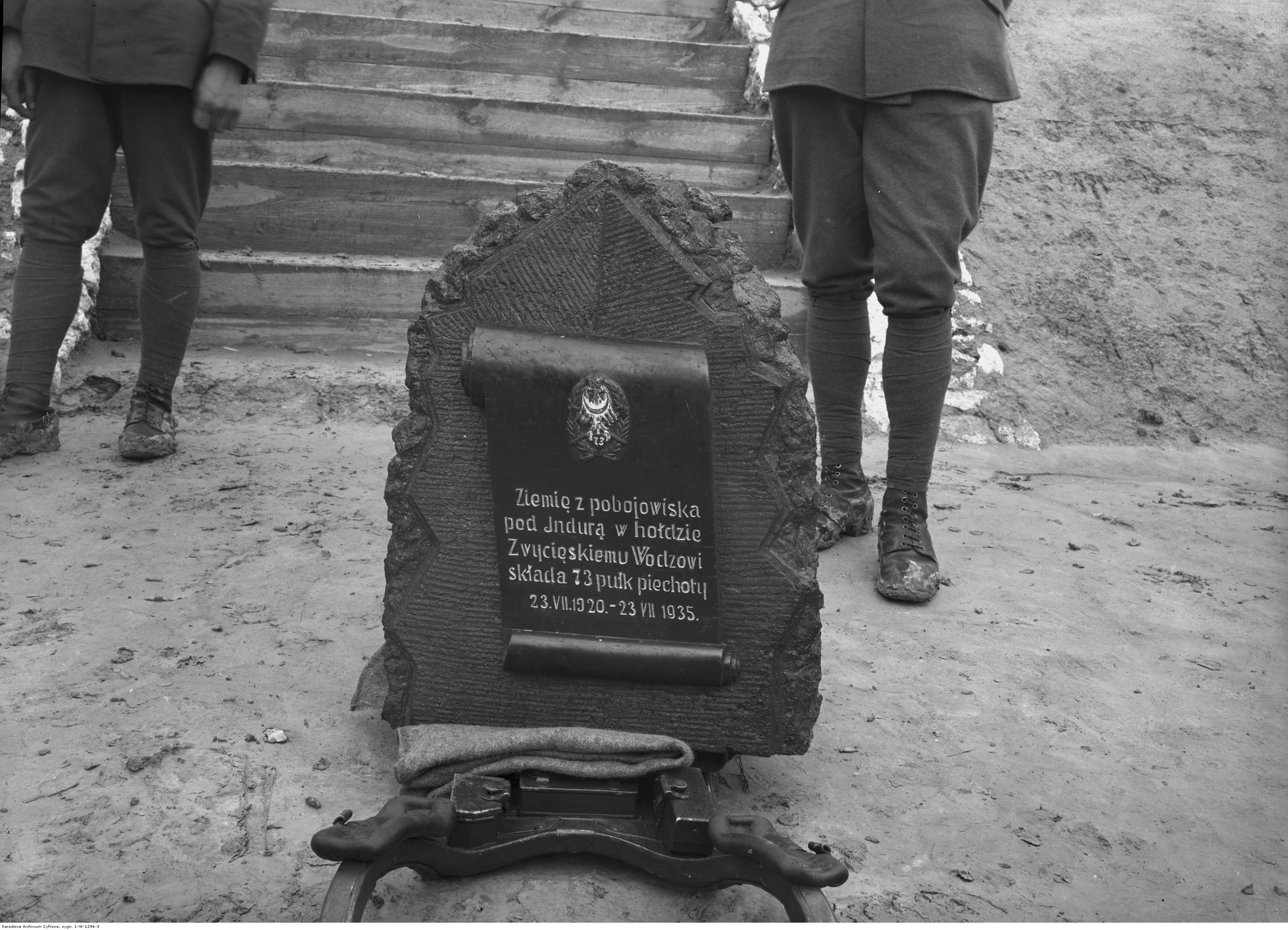
Urna z ziemią z bitwy pod Indurą przyniesiona przez żołnierzy 73 pp na Sowiniec

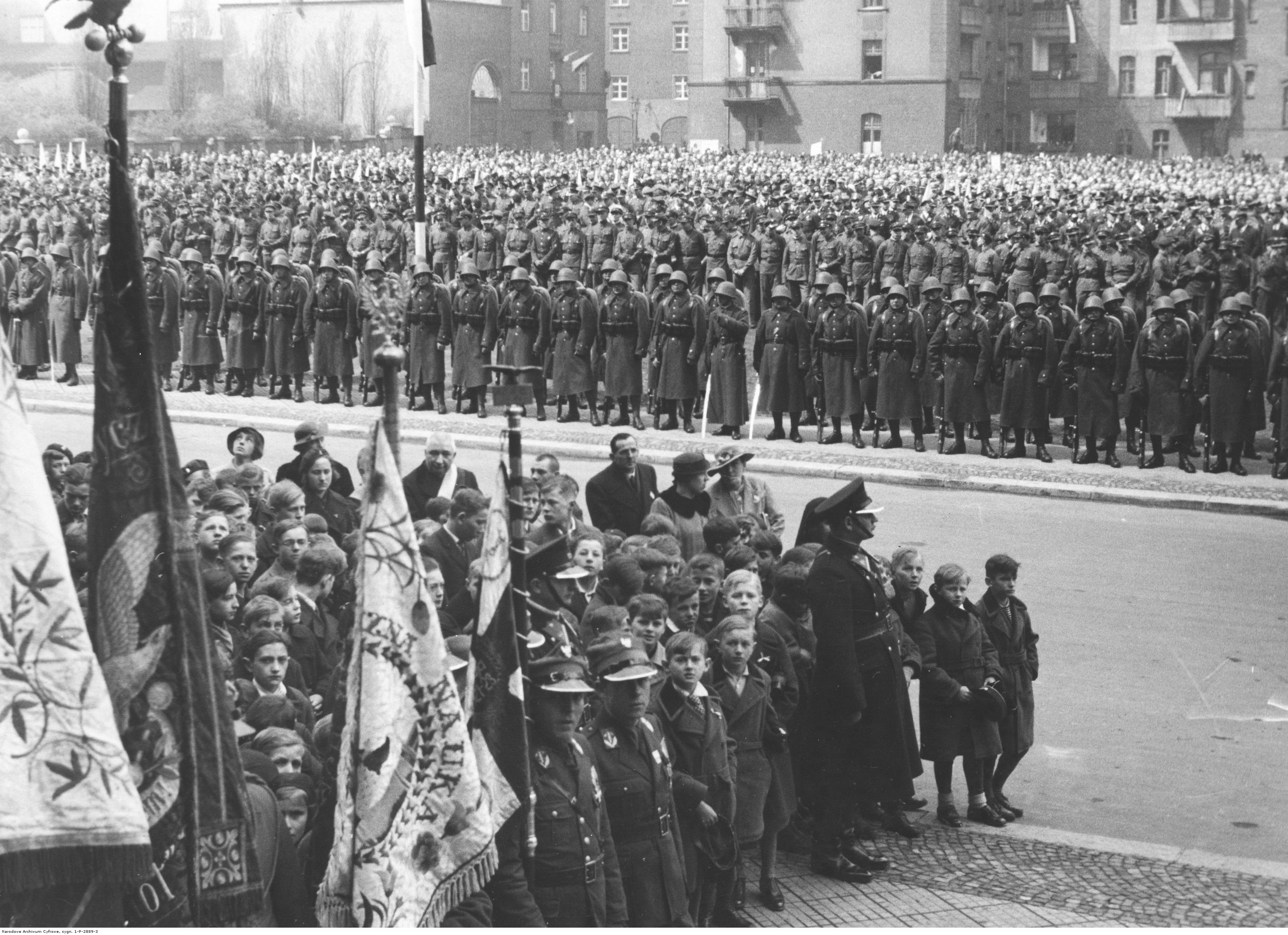
Uroczystości 3 Maja w Katowicach w 1935 r. – kompania honorowa 73 pp i organizacje szkolne podczas nabożeństwa

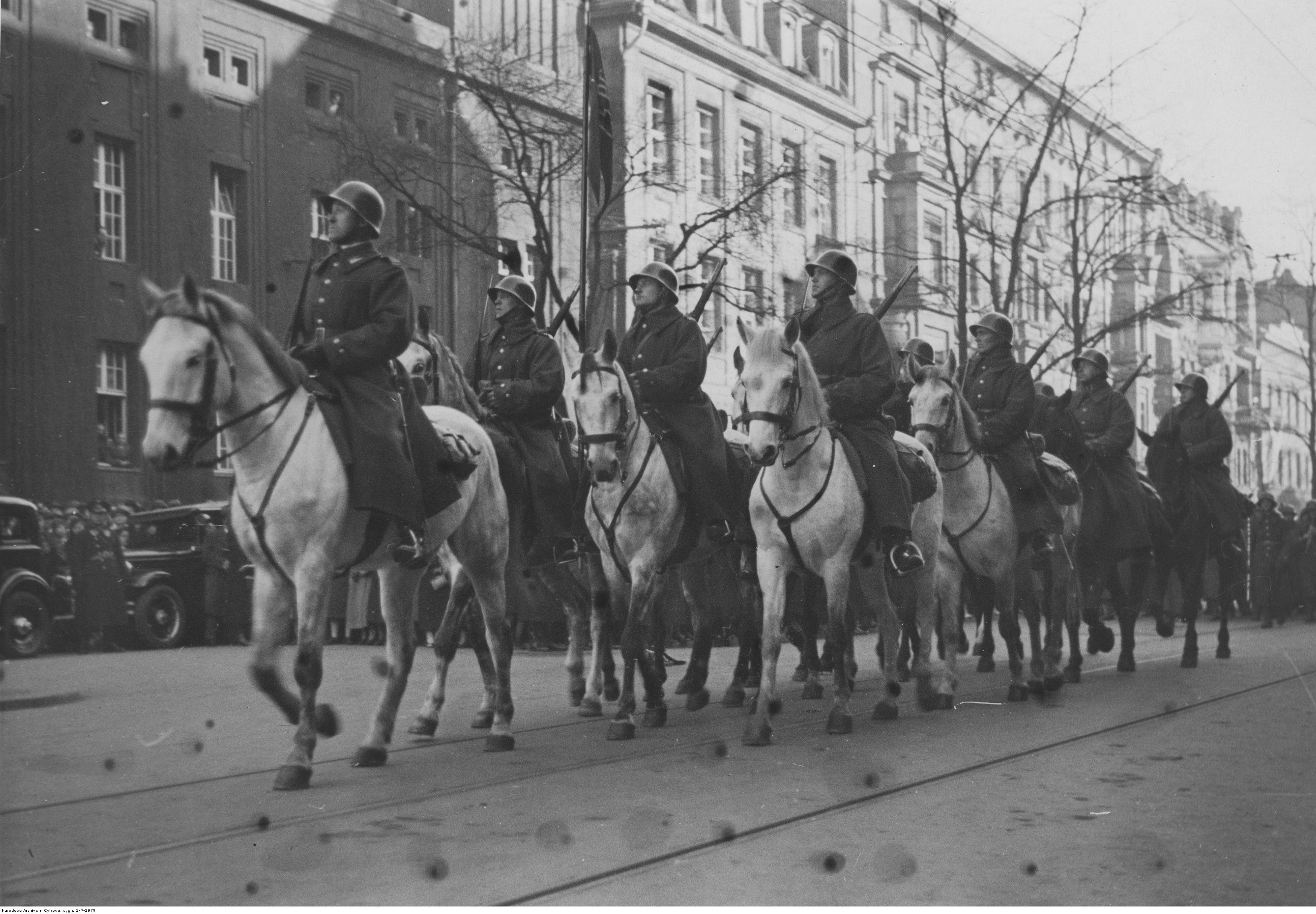
Obchody Święta Niepodległości w Katowicach – 73 Pułk Piechoty podczas defilady

73 Pułk Piechoty (73 pp) – oddział piechoty Wojsk Wielkopolskich i Wojska Polskiego w II Rzeczypospolitej.
Zorganizowany 2 października 1919 roku jako 1 pułk rezerwowy Wojsk Wielkopolskich z samorzutnie sformowanych kompanii strzeleckich: bukowskiej, szamotulskiej, wolsztyńskiej i kościańskiej. Uczestniczył w powstaniu wielkopolskim. 26 stycznia 1920 roku przemianowany na 155 pułk piechoty wielkopolskiej. Brał udział w wojnie z bolszewikami. Toczył boje nad Autą, Dzisną oraz pod Grodnem. Najcięższą bitwę stoczył 23 lipca 1920 roku pod Indurą.
W marcu 1921 roku, po reorganizacji Wojska Polskiego, 155 pułk piechoty przemianowany został na 73 pułk piechoty, a 20 czerwca 1922 roku przeniesiony na Górny Śląsk.
W okresie pokoju stacjonował w Katowicach. W kampanii wrześniowej walczył w składzie 23 Dywizji Piechoty.

## Formowanie pułku i działania w Wielkopolsce
26 grudnia 1918 roku do Poznania przybył Ignacy Jan Paderewski. Następnego dnia Polacy rozbroili Niemców i opanowali całe miasto. Na wieść o „poznańskim powstaniu”, na prowincji samorzutnie formowały się polskie oddziały powstańcze. Z inicjatywy ppor. Kazimierza Zenktelera powstała „kompania bukowska”. Kompania uczestniczyła w walkach pod Zbąszyniem, Kargową, Kopanicą, Wielkim i Małym Grójcem oraz Wolsztynem. Wspólnie z kompaniami „szamotulską”, „wolsztyńską” i „kościańską” tworzyły zachodni front wielkopolski. W lutym 1919 roku zostało podpisane zawieszenie broni z Niemcami.
W lipcu powstał 1 batalion garnizonowy Okręgu Wojskowego nr II. W jego skład weszły kompanie garnizonowe z powiatów: grodziskiego, kościańskiego, międzyrzeckiego i śmigielskiego.
1 sierpnia 1 batalion garnizonowy zajął pozycje obronne od Zbąszynia po Kopanicę. Kilka dni później sformowano 2 batalion, który we wrześniu przedłużył odcinek obrony Wojsk Wielkopolskich do Kaszczoru.
We wrześniu, na bazie kompanii garnizonowych powiatów: obornickiego, leszczyńskiego, międzychodzkiego i skwierzyńskiego, zorganizowany został 3 batalion.
Rozkazem dziennym nr 23 Dowództwa Głównego Wojska Polskiego byłego Zaboru Pruskiego z 2 października 1919 roku powołany został 1 pułk rezerwowy. Na jego dowódcę wyznaczono kpt. Kazimierza Zenktelera, a w jego skład weszły wymienione wyżej trzy bataliony.
13 listopada sformowano IV batalion. Pod koniec miesiąca obsadził on odcinek pomiędzy Kwilczem a Włoszakowicami. Dowództwo pułku, pluton łączności, pluton pionierów i pułkowa kompania karabinów maszynowych stacjonowała w Grodzisku.
W styczniu 1920 roku pułk uczestniczył w rewindykacji Zbąszynia, Międzychodu i Leszna.
Rozkazem nr 3 Dowództwa Frontu Wielkopolskiego z 26 stycznia, 1 pułk rezerwowy przemianowany został na 155 pułk piechoty wielkopolskiej.
| Struktura i obsada personalna 1 pułku rezerwowego w 1919 | Struktura i obsada personalna 1 pułku rezerwowego w 1919 |
| Stanowisko                                               | Stopień, imię i nazwisko                                 |
| Dowództwo i pododdziały sztabowe                         | Dowództwo i pododdziały sztabowe                         |
| -------------------------------------------------------- | -------------------------------------------------------- |
| dowódca pułku                                            | kpt. Kazimierz Zenkteler                                 |
| dowódca plutonu łączności                                | ppor. Franciszek Prządka                                 |
| dowódca plutonu pionierów                                | sierż. Stanisław Sobkowiak                               |
| I batalion                                               |                                                          |
| dowódca batalionu                                        | por. Walerian Andersen                                   |
| dowódca kompanii                                         | ppor. Witold Wegner                                      |
| dowódca kompanii                                         | ppor. Janusz Milewski                                    |
| dowódca kompanii                                         | ppor. Franciszek Szulc                                   |
| dowódca kompanii                                         | ppor. Stanisław Kuzdowicz                                |
| dowódca kompanii                                         | ppor. Stefan Sobera                                      |
| II batalion                                              |                                                          |
| dowódca batalionu                                        | por. Dionizy Vogel                                       |
| III batalion                                             |                                                          |
| dowódca batalionu                                        | por. Jan Marcinkowski                                    |
| dowódca batalionu                                        | por. Antoni Szyfter 4 VII 1920 ranny                     |
| dowódca kompanii                                         | ppor. Leon Nowaczkiewicz                                 |
| dowódca kompanii                                         | Maksymilian Blew                                         |
| dowódca 11 kompanii                                      | ppor. Jan Paprocki 4 VII 1920 ranny                      |
| dowódca 12 kompanii                                      | ppor. Mieczysław Marian Kowalski †4 VII 1920             |
| dowódca kompanii                                         | sierż. Andrzej Laskowski                                 |
| IV batalion                                              |                                                          |
| dowódca batalionu                                        | por. Józef Hager                                         |
| dowódca kompanii                                         | ppor. Stanisław Brych                                    |
| dowódca kompanii                                         | ppor. Franciszek Kwiatkowski                             |
| dowódca kompanii                                         | sierż. Bronisław Kulupa                                  |
| dowódca kompanii                                         | ppor. Jan Wagner                                         |
| dowódca kompanii                                         | ppor. Stefan Balcer                                      |
| batalion zapasowy                                        |                                                          |
| dowódca batalionu                                        | por. Zygmunt Maśny                                       |

## Pułk w walce o granicę wschodnią

### Działania na froncie litewsko-białoruskim
W kwietniu 1920 roku pułk przeszedł do obozu ćwiczebnego w Biedrusku i tu wszedł w skład VII Brygady Rezerwowej.
W tym czasie ofensywa sowieckiej 15 Armii Korka na północnym odcinku frontu zmusiła oddziały polskie do cofnięcia się. W zaistniałej sytuacji zorganizowana została Armia Rezerwowa pod dowództwem gen. Kazimierza Sosnkowskiego. W jej skład weszła VII Brygada Rezerwowa.
19 maja 155 pułk piechoty wielkopolskiej załadowany został na eszelony i wyruszył na front wojny polsko-bolszewickiej. 21 maja przybył do Święcian, a 29 maja dwoma batalionami obsadził linię dawnych okopów niemieckich.
31 maja III batalion rozpoczął marsz w kierunku Barwaniszek i po krótkiej walce zajął je. Atakował dalej i w godzinach popołudniowych zajął Rokity i Moskaliszki i zorganizował obronę na linii rzeki Miadziołki.
W tym czasie II batalion toczył ciężkie boje na północ od Rybczan i Rusałków. Wprowadzenie do walki na tym kierunku I batalionu również nie dało spodziewanego rezultatu.
Dopiero wspólne uderzenie świtem 1 czerwca zakończyło się sukcesem, okupionym jednak dużymi stratami.
2 czerwca II i IV batalion wszedł w skład grupy płk. Stanisława Małachowskiego i rozpoczął pościg za cofającym się nieprzyjacielem. 8 czerwca batalion osiągnął Łużki.
II batalion zorganizował obronę na linii Krzywki – Kozaczki – Zalesinki, a IV batalion pozostał w Dubówce, w odwodzie.
8 czerwca nieprzyjaciel kontratakował i wyparł z dotychczasowych pozycji 5. i 6 kompanię. Zagrożony był też sztab pułku stacjonujący w Dubówce.
Sytuację uratował dowódca 4 kompanii karabinów maszynowych ppor. Stefan Balcer, którego kompania celnym ogniem skutecznie powstrzymała Sowietów i zmusiła ich do wycofania się.
Wykorzystując powodzenie 4 kompanii ckm, IV batalion wsparty 5. i 6 kompanią odzyskał utracone wcześniej pozycje w rejonie Krzywki i Kozaczki.
Kilka dni później cała Armia Rezerwowa wykonała swoje zadanie i dotarła do Auty.
15 czerwca pułk (bez batalionu) wszedł w podporządkowanie dowódcy 10 Dywizji Piechoty z 1 Armii, a jego I batalion zasilił 30 pułk strzelców kaniowskich.
Nad Autą pułk pozostał do 25 czerwca. W tym dniu podporządkowano go dowódcy 8 Dywizji Piechoty.
W tym czasie I batalion walczył w rejonie Szadziewszczyzna – Okuniowo, a potem nacierał w kierunku na Aleksandrowo.

### Pułk w działaniach opóźniających
4 lipca wojska Frontu Zachodniego Michaiła Tuchaczewskiego przeszły ofensywy. W ciągu kilkunastu godzin przełamały obronę polskiej 1 Armii i ruszyły do pościgu.
O 10.00 po przygotowaniu artyleryjskim, sowiecka 18 Dywizja Strzelców uderzyła na ugrupowanie obronne 155 pułku piechoty w Szadziewszczyźnie. Pułk wytrwał na pozycjach do godzin wieczornych, po czym na rozkaz dowódcy XX Brygady Piechoty opuścił ten rejon i udał się w okolice Krasnej Góry. Tam dołączył do niego II batalion. Straty pułku po walce były wysokie.
Następnego dnia pułk wycofał się do Szarkowszczyzny, gdzie następowała koncentracja 10 Dywizja Piechoty.
7 lipca zajął pozycje pomiędzy jeziorami Miadzioł i Narocz i bronił się przed Sowietami. W kolejnych dniach kontynuował odwrót w kierunku Grodna.
Jednak 3 Korpus Kawalerii Gaja wyprzedził oddziały polskie i 19 lipca zajął Grodno.
W tej sytuacji gen. Lucjan Żeligowski zdecydował się odbić miasto.
Tego dnia o 7.00 polskie pododdziały rozpoczęły marsz na Grodno. Maszerowały wzdłuż prawego brzegu Niemna. Pod Obuchowiczami doszło do pierwszego starcia w trakcie którego został rozbity sowiecki 57 pułk kawalerii, a oddziały 10 Dywizji Kawalerii opuściły miasto. Wieczorem bataliony I i II 155 pułku znajdowały się około 3 kilometry od rogatek miasta.
Tu jednak rozkaz dowódcy XIX Brygady zatrzymał natarcie.
W tym czasie pod Jeziorami na prawe skrzydło 8 Dywizji Piechoty uderzyła sowiecka 4 Armia. 21 pułk piechoty został zmuszony do odwrotu, a prawe skrzydło 155 pp zostało odsłonięte. Jednak, gdyby nie rozkaz zatrzymania natarcia, 155 pułk piechoty wielkopolskiej prawdopodobnie zdobyłby miasto słabo bronione przez spieszonych kawalerzystów.
W nocy pułk opuścił swoje pozycje i nad ranem osiągnął Komarów. Od 21 lipca odpierał próby sforsowania przez bolszewików Niemna.
Bój pod Indurą
23 lipca pułk zatrzymał się na odpoczynek pod Indurą. Dowódca pułku zamierzał tu uzupełnić amunicję i ściągnąć w swoje szeregi III batalion.
We wczesnych godzinach popołudniowych, na południe od miejsca postoju pułku, wycofywały się pod naporem bolszewików oddziały 11 Dywizji Piechoty. Tym samym odsłaniało się skrzydło 8 Dywizji Piechoty. Dowódca pułku podjął decyzję o rozwinięciu swoich batalionów do działań. Napór nieprzyjaciela został chwilowo powstrzymany. Kolejne ataki bolszewików przyniosły im jednak powodzenie, a 155 pułk nie miał wystarczającej ilości amunicji by je powstrzymać. Polskie bataliony przeszły zatem do ataku „na bagnety”. Czterokrotnie powtarzane ataki przyniosły chwilowo pożądany skutek, ale straty były wysokie. Równie wysokie straty odnotował nieprzyjaciel. Nie ścigani przez nikogo, polscy piechurzy stopniowo wycofali się spod Indury.

### Udział pułku w Bitwie Warszawskiej
Z początkiem sierpnia pułk przeszedł reorganizację przyjmując strukturę trzybatalionową. W tym czasie powrócił też w skład VII Brygady Rezerwowej.
13 sierpnia organizował obronę na linii Wola Kiełpińska – ujście Rządzy do Narwi.
Po południu sowieckie 21. i 27 Dywizja Strzelców zdobyły Radzymin i tym samym zagroziły Warszawie. Przez cały następny dzień pułk toczył ciężkie walki o Zegrze, Dębe i Orzechowo.
16 sierpnia ruszyła polska kontrofensywa znad Wieprza.
W nocy 17 sierpnia 155 pułk piechoty wielkopolskiej rozpoczął atak wypierając Sowietów z ich pozycji obronnych i nacierał dalej w kierunku na Serock. W godzinach rannych III batalion zdobył miasto. I i II batalion zajęły pozycje na linii Pokrzywnica – Obrąb – Dzbanice. 18 sierpnia II batalion forsował Narew pod Wierzbnicą. Współdziałając ze 159 pułkiem piechoty, odrzucił nieprzyjaciela od rzeki i wyszedł na linię Gąsiorowo – Łacha.
20 sierpnia cały 155 pułk piechoty wielkopolskiej rozpoczął pościg za nieprzyjacielem w kierunku granicy z Prusami.
25 sierpnia pułk zakończył działania i został skierowany do Komorowa na koncentrację oddziałów VII Brygady Rezerwowej.

### Mapy walk pułku

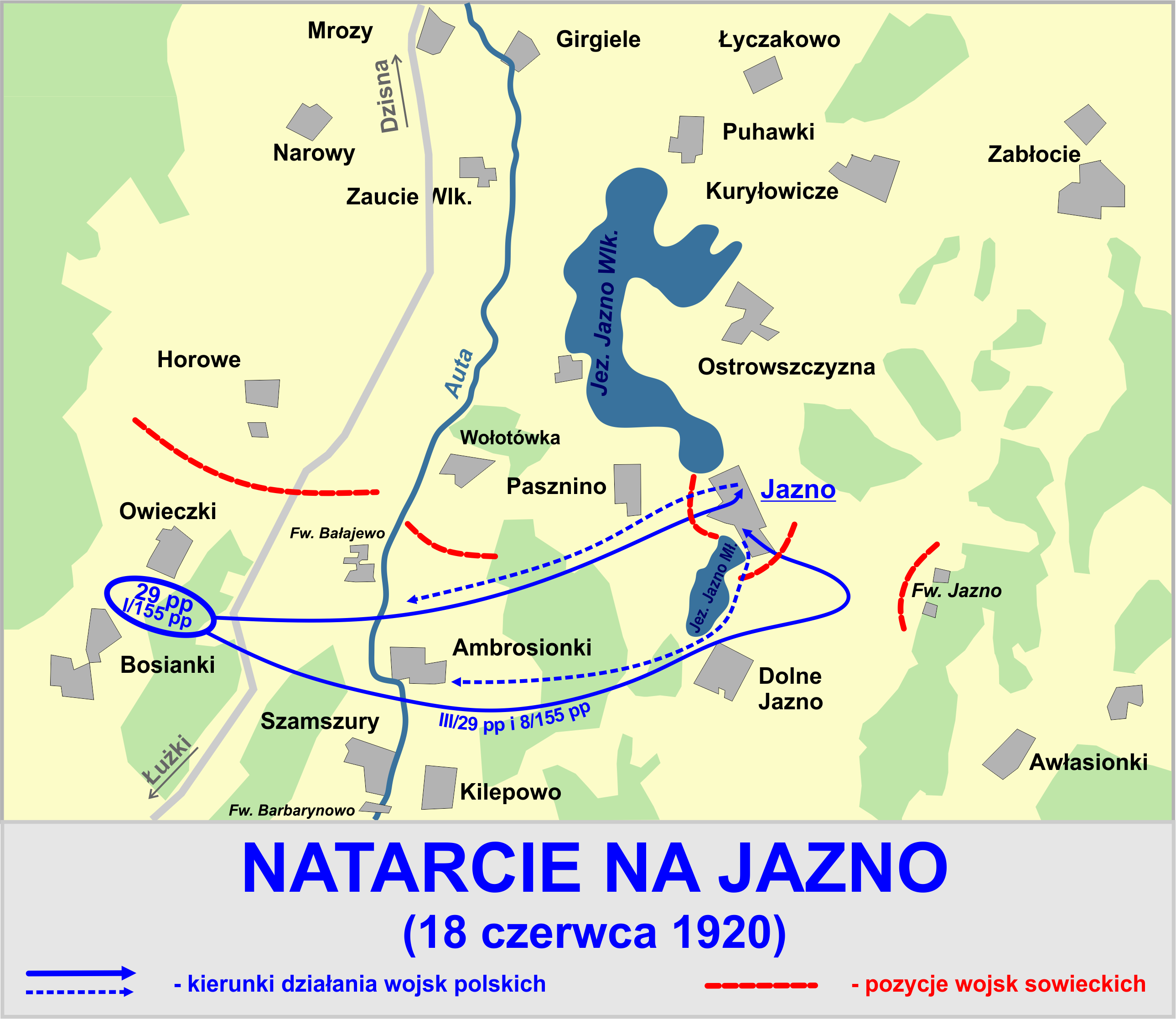
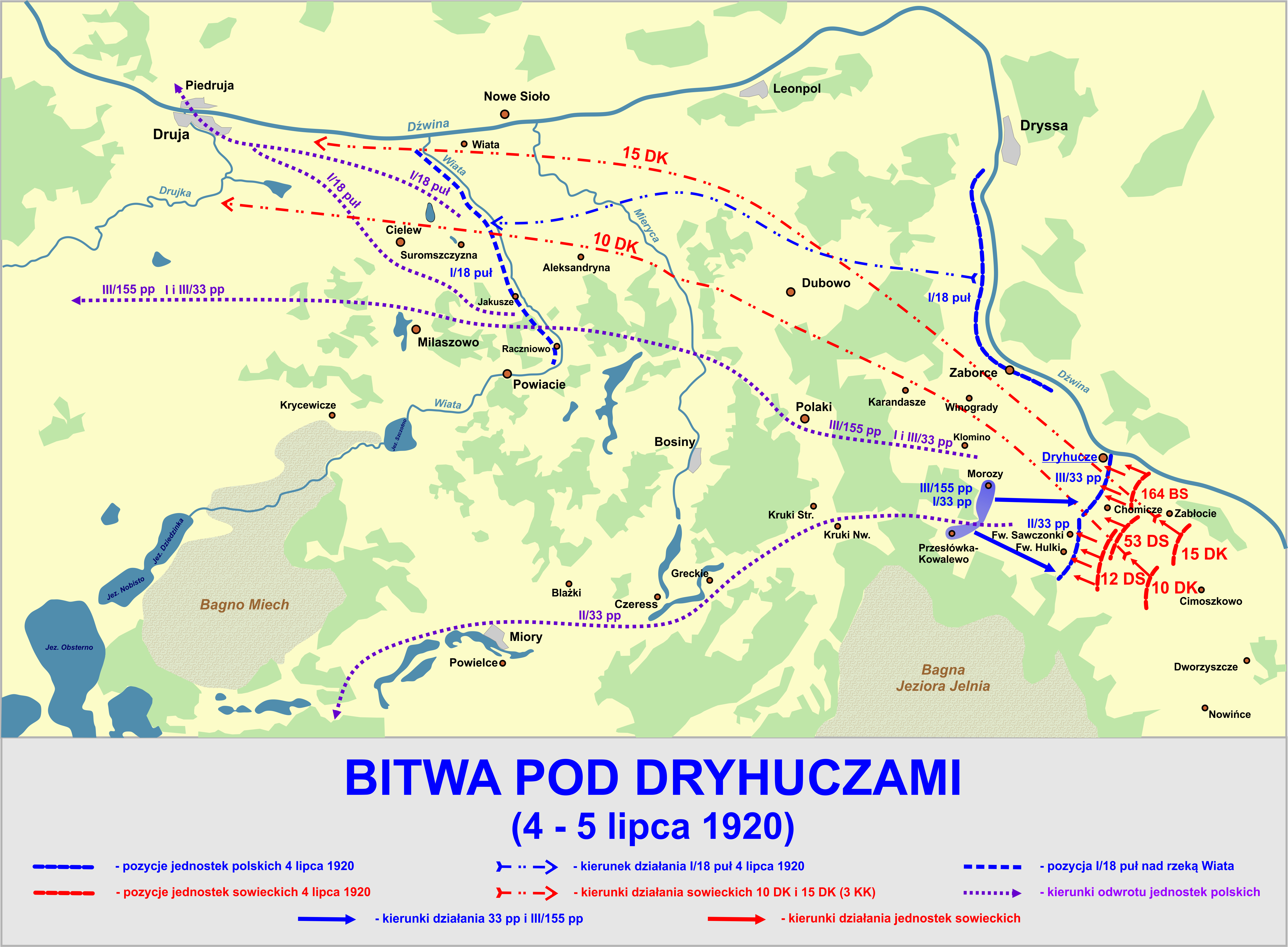

### Kawalerowie Virtuti Militari
| Żołnierze pułku odznaczeni Krzyżem Srebrnym Orderu Wojskowego Virtuti Militari | Żołnierze pułku odznaczeni Krzyżem Srebrnym Orderu Wojskowego Virtuti Militari | Żołnierze pułku odznaczeni Krzyżem Srebrnym Orderu Wojskowego Virtuti Militari |
| ------------------------------------------------------------------------------ | ------------------------------------------------------------------------------ | ------------------------------------------------------------------------------ |
| por. Ignacy Alejski                                                            | por. Stefan Balcer                                                             | sierż. Franciszek Białkowski                                                   |
| por. Janusz Hager                                                              | szer. Józef Hylewicz                                                           | sierż. Andrzej Jackowiak                                                       |
| chor. Antoni Karczmarek                                                        | kpr. Aleksander Kłosowski                                                      | szer. Wawrzyniec Koralczyk                                                     |
| por. Mieczysław Kowalski                                                       | por. Franciszek Kwiatkowski                                                    | mjr Jan Namysł                                                                 |
| por. Stefan Sobera                                                             | chor. Stanisław Sobkowiak                                                      | st. szer. Ludwik Szczepański                                                   |
| plut. Piotr Szmatuła                                                           | por. Franciszek Szulc                                                          | por. Antoni Szyfter                                                            |
| sierż. Stanisław Tasiemkowski                                                  | kpt. Dionizy Vogel                                                             | chor. Franciszek Zając                                                         |
| ppłk Kazimierz Zenkteller                                                      |                                                                                |                                                                                |

## Pułk w okresie pokoju

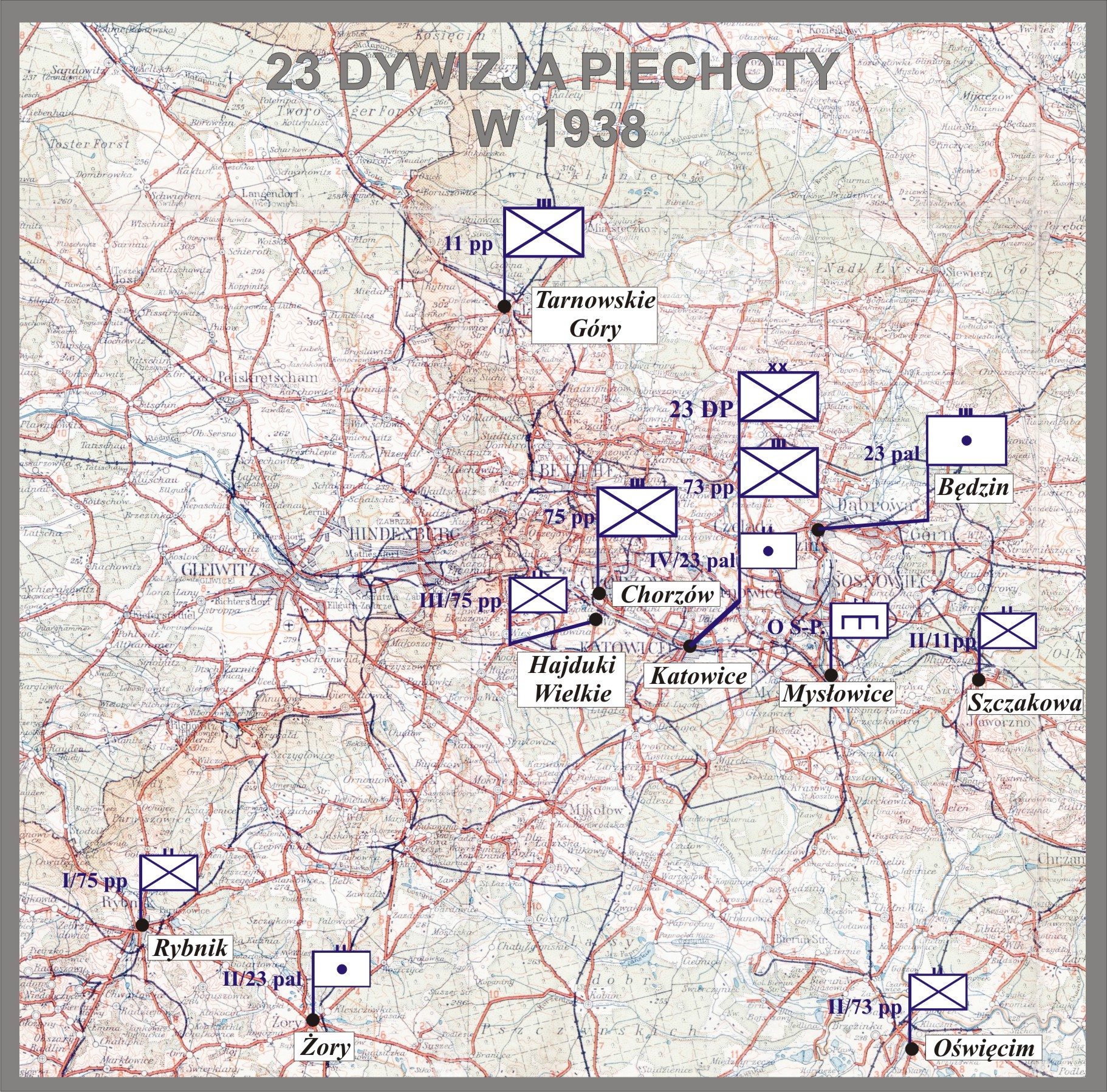
23 DP w 1938

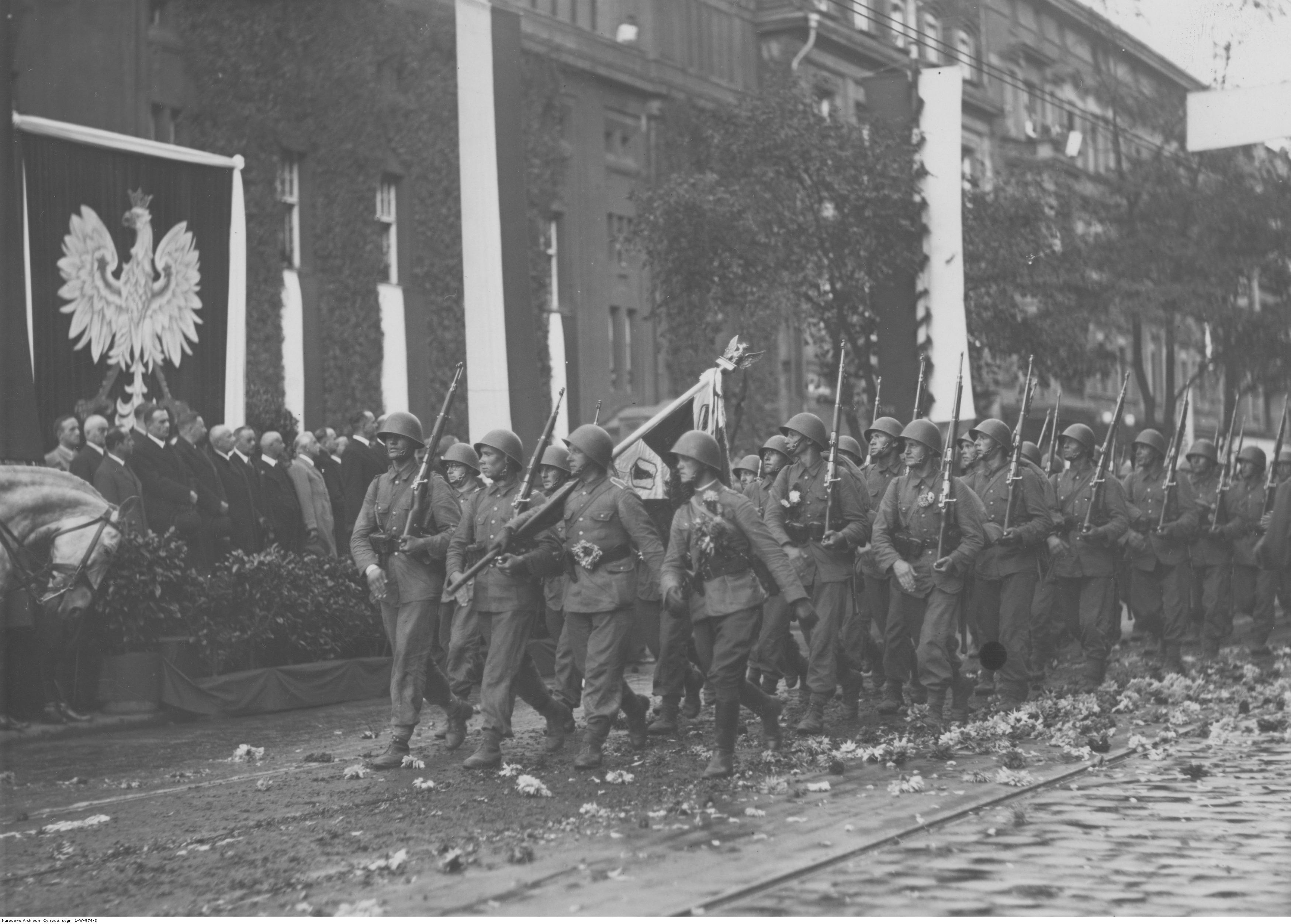
Powitanie w Katowicach 23 DP powracającej z manewrów – 73 pp defiluje na ulicy marszałka Józefa Piłsudskiego

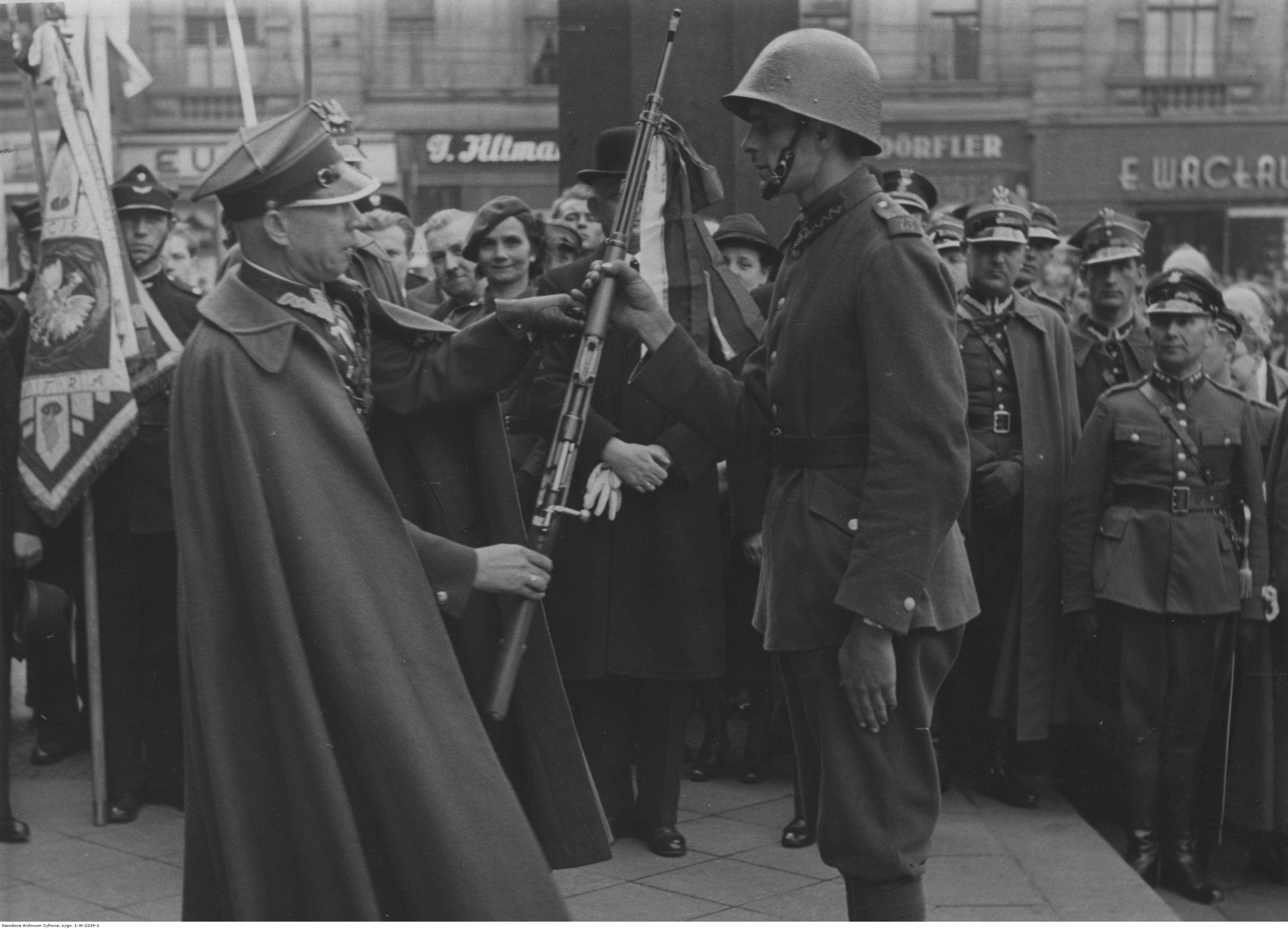
X-lecie Związku Strzeleckiego w Katowicach. Ppłk Piotr Sosialuk wręcza żołnierzowi 73 pp karabin Mauser 7,92 mm wz. 98

73 pułk piechoty stacjonował na terenie Okręgu Korpusu Nr V w garnizonie Katowice (II batalion w Oświęcimiu, batalion zapasowy w Szczakowej).
Jednostka zajmowała budynki przy ulicy Koszarowej nieopodal centrum Katowic. Swoje święto pułkowe obchodziła corocznie w dniu 23 lipca – w rocznicę bitwy pod Indurą z okresu wojny polsko-bolszewickiej. W tych dniach odbywały się zwyczajowe defilady ulicami Katowic oraz uroczystości na dziedzińcu koszarowym połączone z wręczaniem odznaki pułkowej i innych żołnierskich wyróżnień.
W 1929 roku został opublikowany „Zarys historji wojennej” pułku autorstwa kapitana Tadeusza Zygmunta Józefa Przyjemskiego (1896–1944), powstańca wielkopolskiego i śląskiego, kawalera Krzyża Walecznych.
Na podstawie rozkazu wykonawczego Ministerstwa Spraw Wojskowych do Departamentu Piechoty o wprowadzeniu organizacji piechoty na stopie pokojowej PS 10-50 z 1930 roku, w Wojsku Polskim wprowadzono trzy typy pułków piechoty. 73 pułk piechoty zaliczony został do typu III pułków piechoty o stanach zbliżonych do wojennych. Na czas wojny przewidywany był do działań osłonowych. Corocznie otrzymywał około 1010 rekrutów. Jego obsadę stanowiło 68 oficerów i 2200 podoficerów i żołnierzy.
W latach 1931–1932 na terenie koszar powstał okazały 4-piętrowy gmach, który pozostał głównym budynkiem I i III batalionu aż do wybuchu wojny. II batalion 73 pp zajmował budynki po byłym austriackim pułku artylerii na peryferiach Oświęcimia. W okresie okupacji teren byłych koszar II batalionu w Oświęcimiu Niemcy przeznaczyli pod rozbudowę obozu koncentracyjnego Auschwitz-Birkenau.
W dniach 21 IX – 2 X 1938 wchodząc w skład 23 Dywizji Piechoty pułk uczestniczył w aneksji czeskiego Zaolzia.
1 stycznia 1939 dotychczasowa kadra baonu zapasowego 73 pp została przemianowana na Kadrę Zapasową Piechoty Oświęcim I. Kadra nadal podlegała dowódcy 73 pp. Zadania mob. z małymi wyjątkami pozostały bez zmian.
Od wiosny 1939 w pułku prowadzono przygotowania do działań wojennych.
| Obsada personalna i struktura organizacyjna w marcu 1939 | Obsada personalna i struktura organizacyjna w marcu 1939 |
| Dowództwo, kwatermistrzostwo i pododdziały specjalne     | Dowództwo, kwatermistrzostwo i pododdziały specjalne     |
| -------------------------------------------------------- | -------------------------------------------------------- |
| dowódca pułku                                            | ppłk Piotr Sosialuk                                      |
| I zastępca dowódcy                                       | ppłk Władysław II Adamczyk                               |
| p.o. adiutanta                                           | por. Alfred Bogusław Jelonkiewicz                        |
| starszy lekarz                                           | mjr lek. dr Jan Chudzicki                                |
| młodszy lekarz                                           | por. lek. Zygmunt Kwieciński                             |
| II zastępca dowódcy (kwatermistrz)                       | ppłk Henryk Kowalówka                                    |
| oficer mobilizacyjny                                     | kpt. Maksymilian Jan Blew                                |
| zastępca oficera mobilizacyjnego                         | kpt. Juliusz Ignacy Sulkowski                            |
| oficer administracyjno-materiałowy                       | kpt. Jan Janusz Horzemski                                |
| oficer gospodarczy                                       | kpt. int. Marian Józef Michał Antosiowicz                |
| praktyka u oficera gospodarczego                         | por. adm. (piech.) Jan Ciupka                            |
| oficer żywnościowy                                       | chor. Jan Krehl                                          |
| oficer taborowy                                          | kpt. Eugeniusz Franciszek Losert                         |
| kapelmistrz                                              | kpt. adm. (kapelm.) Kazimierz Kanaś                      |
| dowódca plutonu łączności                                | por. Alojzy Piotr Babiński                               |
| dowódca plutonu pionierów                                | por. Feliks Kisiel                                       |
| dowódca plutonu artylerii piechoty                       | kpt. art. Eligiusz Starza-Majewski                       |
| dowódca plutonu ppanc.                                   | por. Władysław Antoni Jankowski                          |
| dowódca oddziału zwiadu                                  | por. Alfred Bogusław Jelonkiewicz                        |
| I batalion                                               |                                                          |
| dowódca batalionu                                        | mjr Stanisław Radomir Woźniakowski                       |
| dowódca 1 kompanii                                       | kpt. Zygmunt Wincenty Krasnopolski                       |
| dowódca plutonu                                          | por. Stanisław Zdzisław Strzałkowski                     |
| dowódca plutonu                                          | ppor. Jerzy Ostaniewicz                                  |
| dowódca plutonu                                          | ppor. Karol Grzegorz Rudziński                           |
| dowódca 2 kompanii                                       | kpt. Franciszek Radtke                                   |
| dowódca plutonu                                          | ppor. Józef Góra                                         |
| dowódca plutonu                                          | ppor. Leon Zalisz                                        |
| dowódca 3 kompanii                                       | kpt. Stefan Tłustochowicz                                |
| dowódca plutonu                                          | ppor. Marian Członkowski                                 |
| dowódca 1 kompanii km                                    | kpt. Bonifacy Marian Roman Waligórski                    |
| dowódca plutonu                                          | por. Stefan Jan Klimas                                   |
| dowódca plutonu                                          | ppor. Eugeniusz Józef Liszkowski                         |
| II batalion                                              |                                                          |
| dowódca batalionu                                        | ppłk piech. Władysław Kiełbasa                           |
| adiutant batalionu                                       | por. Aleksander Piotr Zając                              |
| pomocnik dowódcy baonu ds. gosp.                         | kpt. Antoni Roman Nowosadowski                           |
| Lekarz batalionu                                         | por. lek. Bolesław Apolinary Kosterski                   |
| dowódca 4 kompanii                                       | kpt. Bolesław Zygmunt Zarębski                           |
| dowódca plutonu                                          | ppor. Ireneusz Woźniak                                   |
| dowódca plutonu                                          | chor. Ludwik Dykert                                      |
| dowódca 5 kompanii                                       | kpt. Alfons Kotowski                                     |
| dowódca plutonu                                          | ppor. Mieczysław Eugeniusz Drewicz                       |
| dowódca plutonu                                          | ppor. Józef Kurek                                        |
| dowódca 6 kompanii                                       | kpt. Teodozjusz Kowalski                                 |
| dowódca plutonu                                          | por. Tadeusz Kozłowski                                   |
| dowódca plutonu                                          | ppor. Zygmunt Mieczysław Adam Sobotowski                 |
| dowódca 2 kompanii km                                    | kpt. Roman Bielawski                                     |
| dowódca plutonu                                          | ppor. Stanisław Poliwacz                                 |
| dowódca plutonu                                          | chor. Jan Dawdziński                                     |
| III batalion                                             |                                                          |
| dowódca batalionu                                        | vacat                                                    |
| dowódca 7 kompanii                                       | kpt. Marian Zawarczyński                                 |
| dowódca plutonu                                          | por. Stefan Jan Malanek                                  |
| dowódca plutonu                                          | ppor. Aleksander Jan Jędrzejowski                        |
| dowódca plutonu                                          | ppor. Antoni Franciszek Staszewski                       |
| dowódca 8 kompanii                                       | kpt. Franciszek Wiatr                                    |
| dowódca plutonu                                          | ppor. Jan Teodor Domogała                                |
| dowódca 9 kompanii                                       | por. Kazimierz Matyjaszewski                             |
| dowódca plutonu                                          | ppor. Tadeusz Franciszek Wróblewicz                      |
| dowódca 3 kompanii km                                    | p.o. por Konstanty Józef Jabłoński                       |
| dowódca plutonu                                          | por. Zenobiusz Marian Kubik                              |
| dowódca plutonu                                          | por. Jan Wawrzyczek                                      |
| IV batalion                                              |                                                          |
| dowódca batalionu                                        | mjr Jan Stefan Witkowski                                 |
| adiutant IV batalionu                                    | kpt. Antoni Kurdziel                                     |
| dowódca 4 kompanii km                                    | kpt. Stanisław Jan Siemiatycki                           |
| dowódca plutonu                                          | por. Mieczysław Leon Stanisław Jan Tabor                 |
| dowódca plutonu                                          | por. Antoni Zbigniew Mendefik                            |
| dowódca plutonu                                          | por. Jan Obierek                                         |
| dowódca 5 kompanii km                                    | kpt. Jan Szczęsny Lebiedziewicz                          |
| dowódca plutonu                                          | por. Jan Oleksy                                          |
| dowódca plutonu                                          | por. Antoni Kurys                                        |
| dowódca 6 kompanii km                                    | kpt. Bohdan Gabriel Pudykiewicz                          |
| dowódca plutonu                                          | por. Mikołaj Meinhardt                                   |
| na kursie                                                | por. Alfred Stefan Jüttner                               |
| na kursie                                                | ppor. Stanisław Skowronek                                |
| odkomenderowany                                          | kpt. Zygmunt Strękowski                                  |
| Dywizyjny Kurs Podchorążych Rezerwy 23 DP                |                                                          |
| dowódca                                                  | mjr Władysław Nowożeniuk                                 |
| dowódca plutonu strzeleckiego                            | por. Fugeniusz Jan Fiedler                               |
| dowódca plutonu strzeleckiego                            | Kurański Stefan Franciszek                               |
| dowódca plutonu strzeleckiego                            | por. Franciszek Tabaka                                   |
| dowódca plutonu km                                       | Żurowski Seweryn Marian Kazimierz                        |
| Kadra Zapasowa Piechoty Oświęcim I                       |                                                          |
| komendant                                                | kpt. piech. Albin Edward Hrapkowicz                      |
| zastępca komendanta                                      | kpt. adm. (piech.) Wacław Foltyn                         |
| 73 obwód przysposobienia wojskowego „Katowice”           |                                                          |
| komendant obwodowy PW                                    | kpt. adm. (piech.) Stanisław Jasiński                    |
| komendant miejski PW „Katowice”                          | kpt. piech. Mieczysław Olszewski                         |
| komendant powiatowy PW „Katowice I”                      | kpt. piech. Paweł Blew                                   |

## 73 pp w kampanii wrześniowej

### Mobilizacja
24 sierpnia w godzinach porannych rozpoczął mobilizację alarmową 73 pułk piechoty:
W grupie zielonej zmobilizował:
W Kochłowicach w czasie Z+18:
- dowództwo batalionu karabinów maszynowych specjalnych nr II,
- 4 kompanię karabinów maszynowych specjalnych typ B,
- 6 kompanię karabinów maszynowych specjalnych typ C,
- 11 kompanię strzelecką ,
- 12 kompanię strzelecką.

W Nowym Bytomiu w czasie Z+18:
- 5 kompanię karabinów maszynowych specjalnych typ A,
- 10 kompanię strzelecką.

W Katowicach w czasie Z+30:
- kompanię karabinów maszynowych przeciwlotniczych typ B nr 510,
- kompanię karabinów maszynowych przeciwlotniczych typ B nr 511.

W grupie niebieskiej w Katowicach zmobilizował:  
- 73 pułk piechoty bez II batalionu, w organizacji i na etatach wojennych, w czasie od A+18 do A+24,
- dowództwo 201 pułku piechoty, w czasie A+24.

W Oświęcimiu w grupie niebieskiej:
- II batalion 73 pułku piechoty, w czasie A+24.

W grupie brązowej6 w Katowicach w czasie G6+18,
- pluton artylerii pozycyjnej typ II nr 57
- pluton artylerii pozycyjnej typ B nr 58.[38].

Początkiem mobilizacji był 24 sierpnia godz.5.00. Batalion km spec nr II mobilizowany był w swoich koszarach kompanijnych i obiektach fortecznych. 73 pp mobilizację całkowicie zakończył 27 sierpnia w godzinach popołudniowych. Stawiennictwo rezerwistów było dobre, nie przybyła większość samochodów mających być zmobilizowane, gdyż ich właściciele narodowości niemieckiej, sabotowali zarządzenia władz polskich. Zmobilizowane oddziały i pododdziały rozśrodkowano: I batalion początkowo w miejscowości Kostuchna. II batalion na terenie szkoły w Katowicach-Ligocie. III batalion w Katowicach w szkole im. M. Konopnickiej. Dowództwo pułku, kompanie i plutony pułkowe w szkole w Piotrowicach. Pułk stanowił odwód Grupy Operacyjnej „Śląsk”.

### Działania bojowe
W czasie kampanii wrześniowej wchodził w skład 23 Dywizji Piechoty, walczącej w ramach Armii „Kraków”. Pułkiem dowodził ppłk Piotr Sosialuk.

#### Bój na Górnym Śląsku
Po wybuchu wojny 1 września 73 pp przegrupowano I batalion do Żwakowa, II batalion do Mikołowa, III batalion do Tych-Żwakowa, pluton artylerii piechoty w pobliżu szosy Tychy-Oświęcim na wysokości Kopanin. W nocy 1/2 września do Lasu Wyry został wprowadzony batalion III/73 pp i podporządkowany dowódcy 55 Dywizji Piechoty rez. płk. Stanisławowi Kalabińskiemu. Równocześnie dowództwo 73 pp i pododdziały pułkowe dołączyły do I batalionu w rejonie Tychy-Żwaków. III/73 pp zajął obronę pomiędzy Gostynią, zachodnim skrajem lasu wyrskiego i jez. Wicie, z 7 i 8 kompanią strzelecką w I rzucie i 3 kompanią ckm i 9 kompanią strzelecką w odwodzie. O godz. 5.00 2 września przy silnym wsparciu artylerii, niemieckie oddziały 49 pp i 83 pp uderzyły na stanowiska III/73 pp i 2 kompanii ckm mjr. Stanisława Amona z 1 batalionu km „Mikołów”. Natarcia niemieckie były odpierane, a kontratak 7 kompanii strzeleckiej zdobył stanowiska wyjściowe batalionów niemieckich. 7 kompania poniosła straty w wysokości 50% stanów osobowych. W walce znalazł się cały III/73 pp, około południa na odcinku 8 kompanii do walki włączył się 54 pociąg pancerny „Groźny”. Po południu do walki w lesie wyrskim na odcinku od jez. Wicie do toru kolejowego Tychy-Kobiór, wprowadzono I batalion 73 pp. Kontratak 1 i 2 kompanii strzeleckich ze wsparciem 54 pociągu pancernego wyparł oddziały niemieckiego 83 pp z lasu wyrskiego. I/73 pp bronił wzg. 279,5 i miejscowość Żwaków. Wprowadzony do walki na prawym skrzydle 75 pułk piechoty dwoma batalionami II i III, wsparty dywizjonem III/23 pułku artylerii lekkiej i 54 pociągu panc. zmusił oddziały niemieckiej 28 Dywizji Piechoty do odwrotu.
II/73 pp na wieść o wyparciu części batalionu III/201 pułku piechoty z Wyr, na rozkaz płk. Stanisława Kalabińskiego przegrupował się na szosę Mikołów-Wyry. II batalion rozwinął się w obronie 5 kompanią w Groniu, a pozostałe kompanie na przedmieściu Mikołowa. Po godz.16.00 batalion przystąpił do natarcia z 4 i 5 kompaniami i plutonami ckm w I rzucie, a 6 kompanią w II rzucie natarcia. Na lewym skrzydle batalionu nacierała 52 samodzielna kompania czołgów rozpoznawczych i kompania kolarzy, na lewym doraźnie zebrane i dowodzone przez oficera operacyjnego 55 DP rez. kpt. dypl. Stanisława Czuprynę oddziały Straży Granicznej, powstańców śląskich i junaków PW. W rejonie wzgórza na wysokości folwarku Regielowiec, batalion znalazł się pod celnym ostrzałem niemieckiej artylerii, w trakcie zbliżania się nacierającego batalionu do Wyr, od odłamku artyleryjskiego, poległ jego dowódca ppłk Władysław Kiełbasa. II/73 pp i towarzyszące w natarciu pododdziały wdarły się do Wyr i niejednokrotnie w walce na bagnety i wręcz odbiły wieś. Z uwagi na ciemności wstrzymano pościg, a wieś została ostrzelana przez niemiecką artylerię. Poniesiono duże straty osobowe: poległo 88, rannych zostało ponad 100 żołnierzy. Dowództwo nad II batalionem przejął por. Witold Gawdzik. W nocy 2/3 września batalion II/73 pp rozkazem dowództwa 55 DP rez. pomaszerował poprzez Piotrowice, Szopienice na Klimontów, gdzie dotarł 3 września wieczorem, a 4 września poprzez Szczakową, wieczorem dotarł do Tenczynka. 73 pp bez II/73 pp nocą 2/3 września wycofał się przez Murcki, na Brzezinkę i Mysłowice. Kolejnej nocy na Krzeszowice, Alwernię. Wieczorem zajął obronę w okolicach Libiąża, w trakcie marszu prowadzono potyczki z niemieckimi grupami dywersyjnymi. Dowódcą batalionu II/73 pp mianowano kpt. Aleksandra Kajetanowicza, 3 kompanii strzeleckiej por. Karola Rudzińskiego. Na tym terenie nastąpiła koncentracja macierzystej 23 DP. 

#### Walki i działania odwrotowe
Obrona pułku na odcinku Alwernia-Regulice prowadzona była przez wzmocnioną 3 kompanią strzelecką, wspartą baterią 4/23 pal. Około godz. 15.00 nastąpiło natarcie niemieckiej kompanii piechoty wspartej czołgami. Skuteczny ostrzał artylerii i ogień piechoty odrzucił niemieckie natarcie i zniszczył 4 niemieckie czołgi. Przebywający w obronie 73 pp, został oskrzydlony od strony Alwerni, wsparcia i pomocy udzieliła 6 samodzielna kompania km/11 pp „Niezdara” (batalion forteczny) mjr. Józefa Ćwiąkalskiego. W nocy z 4/5 września pułk wycofał do Krakowa zajmując; I batalionem Lasek Bielański, a II i III batalionami Przegorzały. 6 września nad ranem, pod osłoną 1 batalionu km „Mikołów”, poprzez Kraków, Czyżyny, Pleszów, Branice, zajął rejon Igołomia dowództwo pułku, pododdziały pułkowe i I batalionem. Rejon Pobiednik Wielkich i Stawów Błotnych zajął III batalion. Kościelniki zajął II batalion. Do wsparcia 73 pp został przydzielony dywizjon II/23 pal. Kolejny marsz, wykonał pułk 7 września, wzdłuż północnego brzegu Wisły, obsadzając rubież obrony popołudniem tego dnia. Dowództwo pułku z pododdziałami pułkowymi i II batalionem rejon Koszyc, I batalion w Sędziszowicach, a w Piotrowicach III batalion.
Dalszym forsownym marszem 8 września, idzie poprzez Nowy Korczyn, Grotniki Małe i po krótkim odpoczynku, nocą 8/9 września maszeruje do Pacanowa, który osiąga o świcie. Pacanów obsadza batalion I/73 pp, I batalion marszowy 73 kpt. Mieczysława Malaka oraz dowództwa 73 pp, 23 DP, rejon Sroczkowa obsadziły II i III bataliony pułku i artyleria. Na Sroczków od strony Oleśnicy, w momencie obsadzania wsi przez bataliony II/73 pp i III/73 pp, uderzyła niemiecka piechota zmotoryzowana ze wsparciem artylerii. Towarzyszące jej czołgi ominęły obronę II i III batalionów i udały się w kierunku Pacanowa. Oba bataliony w Sroczkowie rozwinęły się do walki i odparły niemieckie uderzenie. Pacanów i sąsiednie wsie, zostały równocześnie zaatakowane, przez niemieckie lotnictwo. Natarcie na Pacanów wywołało początkowo zamieszanie, lecz po jego opanowaniu bataliony 73 pp, plutony i kompanie pułkowe, a także 52 skczr., 23 bateria plot., kompania sztabowa i kompania łączności, natarcie niemieckie powstrzymały. Niszcząc przy tym 6 niemieckich czołgów. Obrona 73 pp i pododdziałów dywizyjnych w Sroczkowie i Pacanowie, odparła 2 bataliony niemieckiej piechoty zmot., batalion czołgów i dywizjon artylerii zmot. W godzinach popołudniowych obronę pułku wsparł III/23 pal, który ogniem swoich haubic ostrzeliwał cele na przedpolu obrony pułku. W boju tym, poległo 12 żołnierzy pułku, a 20 zostało rannych.
Około godz. 21.00, 73 pp rozpoczął marsz spod Pacanowa przez Sroczków, Beszowa, Połaniec docierając rano 10 września, do rzeki Czarna. Pułk zajął obronę w rejonie Tursko Małe. Następnie miał osłonić odmarsz 23 DP na przeprawę przez Wisłę w Baranowie. Po zmianie rozkazów,11 września miał zająć obronę na rubieży Świniary-Łoniów. III/73 pp las od strony szosy Zawidza-Łoniów oraz wieś Łoniów. II/73 pp częścią sił zabezpieczał Jasienicę, część batalionu w odwodzie. Bateria 5/23 pal wraz z kompanią ppanc. 73 pp, jako obrona przeciwpancerna w szeregach piechoty. III/23 pal jako artyleria bezpośredniego wsparcia. I/73 pp stanowił odwód 23 DP. Obronę przedmościa pod Osiekiem i Baranowem, głównie prowadziła 55 DP rez. wraz z Grupą Forteczną Obszaru Warownego. Na odcinek broniony przez 6 kompanię strzelecką 73 pułku w Świniarach uderzyła niemiecka piechota. 6 kompania utrzymała swoją pozycję za cenę 12 poległych, w tym dowódcy por. Tadeusza Kozłowskiego oraz 19 rannych. Po zapadnięciu zmroku 73 pp, przeprawił się przez Wisłę, po moście pod Osiekiem i pomaszerował do miejscowości Cygany. Nocą 12/13 września pułk podjął marsz, ku przeprawom na rzece San, poprzez Krawce i Stalową Wolę. Marsz zakończono w południe 13 września. Z uwagi na sforsowanie Sanu, przez oddziały niemieckiej 8 DP w rejonie Ulowa i Zarzecza, ze składu 23 DP zostały wyznaczone bataliony: III/73 pp i I/11 pułku piechoty ze wsparciem III/23 pal. Batalion III/73 pp wyparł piechotę niemiecką za San pod Zarzeczem.

#### Boje na terenie Lubelszczyzny
W nocy 14/15 września, 73 pp maszerował za 75 pp w kolumnie północnej dywizji, jako jej straż tylna, po trasie Majdan Golczański, Huta Krzeszowska, Ciosmy. W rejonie Huty Krzeszowskiej, batalion II/73 prowadził na rozkaz dowódcy 23 DP płk. dypl. Władysława Powierzy, rozpoznanie źródeł napadu ogniowego na kolumnę dywizji, w trakcie rozpoznania 15 września, stoczył dwie walki o wsie; Momoty Dolne i Maziarnia. Następnego dnia w południe dotarł do Biłgoraja. Następnie II/73 pp, wraz III/11 pp uderzył na południową część miasta, obsadzoną przez oddział niemiecki. Po początkowym sukcesie natarcie załamało się, dopiero przy wydatnym wsparciu artylerii uzyskano sukces, a oddział niemiecki wycofał się. Równolegle 73 pułk piechoty natknął się w Banachach na obsadę niemiecką, natychmiastowe natarcie na wieś, wyparło oddział niemiecki do pobliskiego lasu. I batalion został skierowany do wsi Wola na przedmieściu Biłgoraja. Banachy zostały ostrzelane przez niemiecką artylerię, dowództwo pułku, pododdziały pułkowe i III batalion podjęły marsz w kierunku Biłgoraja. W trakcie marszu natknięto się na obronę niemiecką, na którą wykonał natarcie III/73 pp, w trakcie walki poległ mjr Władysław Nowożeniuk. Dowództwo batalionu objął kpt. Franciszek Wiatr. Tego dnia poległo ponad 70 żołnierzy pułku, a do 200 było rannych. Po ominięciu dalszych pozycji niemieckich pod Solą (województwo lubelskie) o godz. 10.00 16 września pułk wkroczył w całości do Biłgoraja. Skąd wraz z baterią 3/23 pal został skierowany do wsi Wola Duża, jako odwód 23 DP. W południe 17 września 73 pp doszedł do Zwierzyńca. Skąd o świcie 18 września pułk wymaszerował. W Zwierzyńcu do godz. 8.00 pozostał II/73 pp, oczekując bezskutecznie, na zluzowanie przez oddziały Grupy „Sandomierz”. 73 pp maszerował trasą w kierunku Krasnobrodu i w rejonie Podklasztor, Zielone dołączył tu, do pułku II batalion, który w rejonie Obroczy miał być ostrzeliwany przez niemiecką artylerię i broń maszynową.

#### Bitwa pod Tomaszowem Lubelskim
Bitwę o Tomaszów Lubelski miało poprzedzić wstępne natarcie 73 pp na Szarowolę. O godz. 12.00 19 września 73 pułk piechoty przy wsparciu bezpośrednim dywizjonu III/23 pal, prowadził natarcie na Szarowolę, wzg. 318 i las Dąbrowa na północny wschód od Tomaszowa Lubelskiego. Do wieczora 19 września 73 pp osiągnął wszystkie przedmioty natarcia, uzyskując podstawę wyjściową do dalszego natarcia na miasto. Po uporządkowaniu szyków, wydaniu gorącego posiłku i chwilowym odpoczynku, podjęto dalsze działania. O północy rozwinięty pułku doszedł do szosy Zamość-Tomaszów Lub. mając na lewym skrzydle Batalion I, w centrum II batalion i na prawym skrzydle III batalion. W lesie na rozwidleniu dróg, 5 km od Tomaszowa zajął pozycje I batalion marszowy. Artyleria nie dotarła na czas, aby wesprzeć natarcie pułku. Około godz. 2.00 20 września czołowe kompanie pułku, zostały oświetlone reflektorami i ostrzelane przez niemiecką artylerię i broń maszynową. Podpalone w wyniku ostrzału zabudowania dodatkowo oświetliły teren natarcia 73 pp. Natarcie 11 pp i 73 pułku zostało zatrzymane, I batalion który dotarł najbliżej miasta do rana bez wsparcia artylerii poniósł największe straty osobowe, poległ między innymi jego dowódca mjr Stanisław Woźniakowski.
Z uwagi na sukces 75 pp, który zbliżył się do przedmiotu natarcia. O godz. 8.00 73 pp siłami II i III batalionu uderzył w kierunku Tomaszowa Lub., ze wsparciem baterii 9/23 pal. Natarcie pułku początkowo posuwało się powoli ku miastu, lecz pomiędzy godz. 9.30-10.00 w ugrupowanie II batalionu, batalionu marszowego i 7 kompanii wdarły się niemieckie czołgi. Do późnych godzin popołudniowych oba bataliony i 7 kompania walczyły w lesie. III batalion bez 7 kompanii, prowadził natarcie na Tomaszów przez otwarty teren, gdy na jego tyłach pojawiły się niemieckie oddziały z bronią maszynową, a od Tomaszowa atakowały czołgi niemieckie, batalion wpadł w pułapkę i trafił do niewoli. Wobec rozbicia części batalionów i krwawej walki pozostałych, na rozkaz gen. dyw. Tadeusza Piskora, dowódcy połączonych Armii „Lublin” i Armii „Kraków” zdecydowano się złożyć broń. Część grup żołnierzy próbowała wydostać się z okrążenia, lecz w następnych dniach zostali wzięci do niewoli. Straty 73 pp w dniach 19–20 września, to ok. 300 poległych i rannych żołnierzy pułku.
W trakcie walk polegli wszyscy trzej dowódcy batalionów – mjr Woźniakowski, ppłk Kiełbasa i mjr Nowożeniuk. Dowódca pułku, ppłk Piotr Sosialuk, został rozstrzelany 2 VII 1940 po haniebnym „wyroku” nazistowskiego „sądu specjalnego” – Sondergerichtu. Wielu oficerów i żołnierzy katowickiego pułku, którzy uniknęli niewoli, kontynuowało walkę w organizacjach podziemnych oraz w Polskich Siłach Zbrojnych na Zachodzie.

### IV batalion km spec./73 pp (batalion km spec nr II)
Sformowanie, strukturę organizacyjną, mobilizację i szlak bojowy opisano w artykule Grupa Forteczna Obszaru Warownego „Śląsk”.

### Batalion(y) marszowy(e)
W trakcie mobilizacji alarmowej z uwagi na wysokie stawiennictwo rezerwistów część z nadwyżek skierowano do Kadry Zapasowej Piechoty Oświęcim I. Z chwilą ogłoszenia mobilizacji powszechnej do kadry w Oświęcimiu, napłynęli dalsi żołnierze rezerwy, więc z uwagi na duże zasoby osobowe i w miarę posiadania wyposażenia i broni zmobilizowano do dnia 1 września batalion marszowy 73 pp, początkowo pod dowództwem kpt. rez. Kazimierza Krysowskiego. Spośród dalszych rezerwistów zamierzano sformować zaimprowizowany II batalion marszowy 73 pp.
2 września od południa batalionem marszowym dowodził nieznany z nazwiska oficer z DOK nr II. W trakcie dalszych walk dowództwo przejął nowy dowódca kpt. Mieczysław Malak. Tego dnia przed wieczorem został wsparty dywizyjną samodzielną kompanią km i br. tow. nr 53. Razem obsadzili pozycje obronne w rejonie Bojszowy na rzece Gostnce na odcinku Huta Paprocka-Bieruń Stary (wyłącznie). Zadaniem batalionu było zamknięcie drogi oddziałom niemieckim przemieszczających się z rejonu Pszczyny w kierunku Przemszy. Z uwagi na zmianę kierunku niemieckiego ataku do większych walk nie doszło. Od tego dnia 53 kompania km i br.tow. wchodziła na stałe w skład batalionu marszowego 73 pp. 2 września po wieczornym starciu z patrolem rozpoznawczym (samochód pancerny+ drugi wóz) i zniszczeniu przepraw wycofał się nocą za Przemszę i dalej do Krakowa, gdzie w Przegorzałach dołączył do pułku i uczestniczył w jego reorganizacji. Batalion marszowy po dotarciu w rejon Krakowa był dowodzony przez kpt. Mieczysława Malaka, wchodził w skład 23 DP stanowił jej oddział odwodowy i dyspozycyjny, okresowo był przydzielany do macierzystego 73 pp i walczył w jego składzie. W walkach w Pacanowie 9 września bronił miasta w składzie 73 pp. W trakcie bitwy pod Tomaszowem Lubelskim w składzie pułku walczył w dniach 19–20 września i wraz z nim skapitulował.
Improwizowany II batalion marszowy pod dowództwem kpt. rez. Teofila Morelowskiego według części źródeł po sformowaniu i wycofaniu się ze Śląska w rejonie Krakowa prawdopodobnie uzupełnił skład osobowy 73 pp. Bliższych informacji brak.
Obsada dowódcza II batalionu marszowego
- Dowódca batalionu – kpt. rez. Teofil Morelowski
- adiutant batalionu – ppor. rez. Adam Kreyza
- dowódca 1 kompanii – ppor. rez. W. Markiefka
- dowódca 2 kompanii – ppor. Antoni Leśniowski
- dowódca 3 kompanii – kpt. Julian Lutkowski.

Według części literatury II batalion marszowy nie był batalionem marszowym, a był improwizowanym batalionem o niepełnym składzie z nadwyżek rezerwistów, wyposażenia i broni 73 pp. Batalionem tym dowodził osobiście ppłk Henryk Kowalówka, a okresowo od 11–12 września dowodził kpt. rez. Teofil Morelowski. Zarówno ppłk Kowalówka jak prowadzony przez niego batalion improwizowany z nadwyżek 73 pp nie dotarli do Tarnowa nie weszły w skład OZ 23 DP. Batalion ten nie dołączył również do 73 pp maszerując w odwrocie na południe od Wisły. Batalion nadwyżek przemieścił się do Krakowa poprzez Monowice, Skawinę. Następnie przez Niepołomice, Baczków na północ od Bochni, Dąbrowę Tarnowską, Radomyśl, Mielec, Sokołów Małopolski, batalion wycofał się wśród wojsk Grupy Operacyjnej „Boruta”. W rejonie Tarnobrzega 9 września z batalionu nadwyżek przekazano jedną kompanię strzelecką do osłony stanowiska dowodzenia GO „Boruta”. Następnie maszerował przez Leżajsk i Tarnogród, gdzie dowodzenie batalionem objął kpt. Morelowski. Dalszy marsz na wschód biegł przez Zwierzyniec, Zawadę, Skierbieszów do Dubienki, gdzie batalion podporządkował się dowódcy 86 pułku piechoty ppłk. Walentemu Peszkowi ze składu XIX Brygady Piechoty Dywizji Kombinowanej gen. Jerzego Wołkowickiego. Po bitwie pod Tomaszowem Lubelskim 22–23 września batalion wraz z 86 pp dołączył do Grupy „Dubno” płk. dypl. Stefana Hanki-Kuleszy dzieląc jej dalsze losy. Skład improwizowanego batalionu piechoty nadwyżek 73 pp:
- dowódca batalionu – ppłk Henryk Kowalówka, kpt. rez. Teofil Morelowski (od 11-12 IX)
- adiutant batalionu – por. NN
- oficer informacyjny (oficer do zleceń)? – por. rez. Romuald Pitera
- dowódca 1 kompanii strzeleckiej – por. Eugeniusz Jan Fiedler[69]
- dowódca 2 kompanii strzeleckiej – por. rez. NN[70]
- dowódca kompanii kolarzy – por. Bąk[71]
- dowódca kompanii ckm – por. Stefan Franciszek Rurański[72]
- dowódca plutonu (szwadronu) zwiadu konnego – por. Franciszek Tabaka[70]
- dowódca 1 kompanii oficerskiej – por. Kowalczewski (z czasem zredukowana do plutonu)[73]
- dowódca 2 kompanii oficerskiej – por. Zbigniew Rafał Kawalerski (z czasem zredukowana do plutonu)[73]

### Oddział Zbierania Nadwyżek 73 pp
Nadwyżki osobowe, uzbrojenia i sprzętu po zakończeniu mobilizacji alarmowej, zostały początkowo przekazane przez 73 pp do Kadry Zapasowej Piechoty Oświęcim I. W KZP Oświęcim I, zmobilizowano bataliony i pododdziały przewidziane planem mobilizacyjnym. Pozostałe nadwyżki weszły w skład Ośrodka Zapasowego 23 Dywizji Piechoty organizowanego przez ppłk. Henryka Kowalówkę z 73 pp, który mobilizowany był przez Kadrę Zapasową Piechoty w Tarnowie. Wraz z Ośrodkiem dzieliły dalsze jego losy.

### Kawalerowie Virtuti Militari
11 listopada 1966 w Londynie gen. broni Władysław Anders nadał sztandarowi 73 pp Krzyż Srebrny Orderu Virtuti Militari. Sztandaru nie można było udekorować ponieważ leżał przysypany ziemią. Uroczystość dekoracji sztandaru miała miejsce w dniach 8 i 9 października 1994 na terenie dawnych koszar pułku w Katowicach. Aktu dekoracji dokonał mjr dypl. Zbigniew Bachurzewski, któremu asystował ppor. w st. spocz. Edward Cebulski.
Za udział w kampanii wrześniowej oficerom i żołnierzom 73 pp przyznano 61 Krzyży Orderu Virtuti Militari oraz 42 Krzyże Walecznych.
W 1967 Krzyżem Srebrnym Orderu Virtuti Militari odznaczony został plut. pchor. rez. Edward Cebulski.
| Struktura organizacyjna i obsada personalna we wrześniu 1939                            | Struktura organizacyjna i obsada personalna we wrześniu 1939                                                      | Struktura organizacyjna i obsada personalna we wrześniu 1939                            |
| Stanowisko etatowe                                                                      | Stopień, imię i nazwisko                                                                                          | Uwagi                                                                                   |
| Dowództwo, organa kwatermistrzowskie jednostek pozabatalionowych i kompania gospodarcza | Dowództwo, organa kwatermistrzowskie jednostek pozabatalionowych i kompania gospodarcza                           | Dowództwo, organa kwatermistrzowskie jednostek pozabatalionowych i kompania gospodarcza |
| --------------------------------------------------------------------------------------- | --- | --------------------------------------------------------------------------------------- |
| dowódca pułku                                                                           | ppłk piech. Piotr Sosialuk                                                                                        | SZP / ZWZ, †2 VII 1940                                                                  |
| I adiutant                                                                              | kpt. piech. Zygmunt Strękowski                                                                                    | niemiecka niewola (Oflag VII A Murnau)                                                  |
| II adiutant                                                                             | por. piech. Alfred Stefan Jüttner                                                                                 |                                                                                         |
| oficer informacyjny                                                                     | ppor. rez. Stanisław Wnęk                                                                                         |                                                                                         |
| oficer łączności                                                                        | por. piech. Alojzy Piotr Babiński                                                                                 | †1940 Charków                                                                           |
| kwatermistrz                                                                            | kpt. piech. Jan Horzemski                                                                                         |                                                                                         |
| naczelny lekarz pułku                                                                   | por. lek. Zygmunt Kwieciński                                                                                      |                                                                                         |
| kapelan                                                                                 | kpl. ks. Karol Brzoza                                                                                             |                                                                                         |
| płatnik                                                                                 | kpt. int. Marian Józef Michał Antosiewicz                                                                         |                                                                                         |
| oficer żywnościowy                                                                      | |                                                                                         |
| dowódca kompanii gospodarczej i oficer taborowy                                         | por. Mikołaj Meinhardt-Tański                                                                                     |                                                                                         |
| I batalion                                                                              | |                                                                                         |
| dowódca batalionu                                                                       | mjr Stanisław Woźniakowski                                                                                        | †20 IX 1939                                                                             |
| adiutant                                                                                | ppor. rez. Bolesław Malicki                                                                                       |                                                                                         |
| dowódca plutonu łączności                                                               | por. rez. Józef Karnawski                                                                                         |                                                                                         |
| dowódca 1 kompanii strzeleckiej                                                         | kpt. Zygmunt Krasnopolski                                                                                         |                                                                                         |
| dowódca 2 kompanii strzeleckiej                                                         | por. Stanisław Strzałkowski                                                                                       |                                                                                         |
| dowódca 3 kompanii strzeleckiej                                                         | kpt. Aleksander Kajetanowicz (do 4 IX 1939) por. Karol Rudziński                                                  |                                                                                         |
| dowódca 1 kompanii ckm                                                                  | por. Stefan Klimas ppor. Stanisław Weiss                                                                          |                                                                                         |
| II batalion                                                                             | |                                                                                         |
| dowódca batalionu                                                                       | ppłk Władysław Kiełbasa †2 IX 1939 por. Witold Gawdzik (od 2 IX 1939) kpt. Aleksander Kajetanowicz (od 4 IX 1939) |                                                                                         |
| adiutant                                                                                | por. Witold Gawdzik                                                                                               |                                                                                         |
| dowódca plutonu łączności                                                               | ppor. Wacław Kulig                                                                                                |                                                                                         |
| dowódca 4 kompanii                                                                      | por. rez. Stefan Dębski                                                                                           |                                                                                         |
| dowódca 5 kompanii                                                                      | por. Jan Drewicz                                                                                                  |                                                                                         |
| dowódca 6 kompanii                                                                      | por. Tadeusz Kozłowski                                                                                            |                                                                                         |
| dowódca 2 kompanii ckm                                                                  | kpt. Roman Bielawski por. Witold Gawdzik                                                                          |                                                                                         |
| III batalion                                                                            | |                                                                                         |
| dowódca batalionu                                                                       | mjr Władysław Nowożeniuk kpt. Franciszek Wiatr (od 16 IX 1939)                                                    | †16 IX 1939                                                                             |
| adiutant                                                                                | ppor. rez. Stefan Cholewa                                                                                         |                                                                                         |
| dowódca plutonu łączności                                                               | ppor. rez. Antoni Leśniowski                                                                                      |                                                                                         |
| dowódca 7 kompanii strzeleckiej                                                         | por. Aleksander Zając ppor. rez. Antoni Waligóra (od 2 IX 1939) por. rez. Bolesław Surówka (od 5 IX)              |                                                                                         |
| dowódca 8 kompanii strzeleckiej                                                         | kpt. Franciszek Wiatr                                                                                             |                                                                                         |
| dowódca 9 kompanii strzeleckiej                                                         | por. Zenobiusz Kubik                                                                                              |                                                                                         |
| dowódca 3 kompanii ckm                                                                  | por. Konstanty Jabłoński                                                                                          |                                                                                         |
| I batalion marszowy                                                                     | |                                                                                         |
| dowódca batalionu                                                                       | kpt. Mieczysław Malak                                                                                             |                                                                                         |
| adiutant batalionu                                                                      | |                                                                                         |
| dowódca plutonu łączności                                                               | |                                                                                         |
| dowódca 1(13) kompanii strzeleckiej                                                     | por. Jan Domagała                                                                                                 |                                                                                         |
| dowódca 2(14) kompanii strzeleckiej                                                     | ppor. Eugeniusz Liszkowski                                                                                        |                                                                                         |
| dowódca 3(15) kompanii strzeleckiej                                                     | ppor. Henryk Krusz (?)                                                                                            |                                                                                         |
| dowódca kompanii ckm i br.tow.                                                          | kpt. Juliusz Sułkowski                                                                                            |                                                                                         |
| Pododdziały specjalne                                                                   | |                                                                                         |
| dowódca kompanii zwiadu                                                                 | por. Alfred Jelonkiewicz                                                                                          |                                                                                         |
| dowódca kompanii przeciwpancernej                                                       | kpt. Bonifacy Waligórski                                                                                          |                                                                                         |
| dowódca plutonu artylerii piechoty                                                      | kpt. Eligiusz Starża-Majewski                                                                                     |                                                                                         |
| dowódca plutonu łączności                                                               | por. Alojzy Babiński                                                                                              |                                                                                         |
| dowódca plutonu pionierów                                                               | por. Feliks Kisiel                                                                                                |                                                                                         |
| dowódca plutonu pgaz.                                                                   | sierż. Stanisław Guja                                                                                             |                                                                                         |

## Symbole pułku
Sztandar

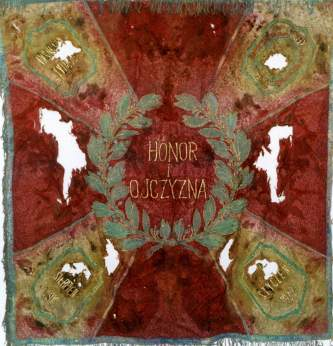
Sztandar 73 pp przed konserwacją

4 stycznia 1922 roku, w Kępnie, gen. Kazimierz Raszewski wręczył dowódcy pułku sztandar ufundowany przez społeczeństwo Kępna i powiatu kępińskiego. Na sztandarze wyhaftowany jest napis „powiat Kępiński” i herb Kępna. W dolnych rogach widnieją daty powstania pułku i wręczenia sztandaru.
Podczas kapitulacji sztandar został zakopany przez plut. pchor. rez. Edwarda Cebulskiego i sierż. Feliksa Niedbała na wzgórzu znajdującym się na skraju wsi Zielone, w pobliżu szkoły zamienionej na szpital polowy. W 1993 pracownicy Muzeum w Biłgoraju, Tomasz Bordzeń i Grzegorz Skromak, odnależli sztandar pułku. Oryginalny sztandar znajduje się w Muzeum Ziemi Biłgorajskiej w Biłgoraju, natomiast jego kopia w Muzeum Śląskim w Katowicach.
Odznaka pamiątkowa

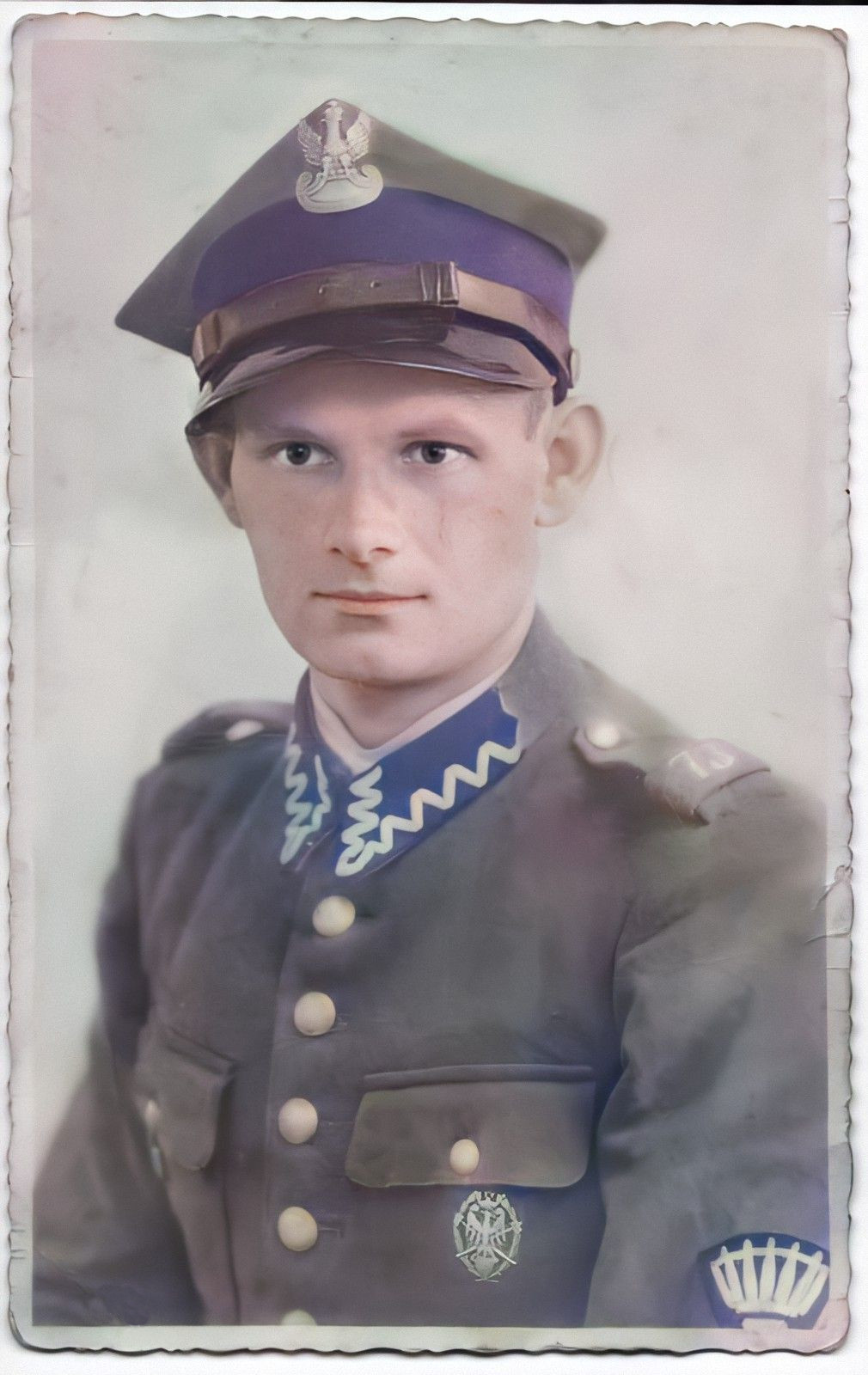
Żołnierz 73 pp z widoczną odznaką pułku oraz oznaczeniem na pagonie (1939r.)

27 października 1925 roku Minister Spraw Wojskowych, generał dywizji Władysław Sikorski zatwierdził wzór odznaki pamiątkowej 73 Pułku Piechoty. Odznaka o wymiarach 47x33 mm ma kształt orła piastów śląskich z półksiężycem na piersi, trzymającego w szponach numer „73”, oparty w tle na skrzyżowanych młotkach, otoczony jest owalnym wieńcem laurowym. Nad orłem otwarta złota korona królewska, zamyka wieniec u góry. Odznaka oficerska, dwuczęściowa, wykonana w srebrze. Wykonawcą odznaki był Wiktor Gontarczyk z Warszawy.

## Żołnierze pułku
Dowódcy pułku
- kpt. piech. Kazimierz Zenkteller (2 X 1919 – 15 II 1920 → dowódca VII Brygady Rezerwowej[92])
- mjr piech. Jan Namysł (15 II 1920[93] – 1922)
- ppłk piech. Erwin Kossowski (1922 – 9 III 1923 → komendant miasta Łodzi[94])
- płk piech. Anatol Laudański[m] (9 III 1923 – 15 X 1925 → oficer PW w Dowództwie 23 DP<[95])
- płk SG Juliusz Drapella (15 X 1925 – 31 III 1927 → dowódca piechoty dywizyjnej 27 DP[96])
- płk SG Marian Czerniewski (31 III 1927[97] – 24 VII 1928 → pomocnik dowódcy OK VI do spraw uzupełnień[98])
- ppłk dypl. Tadeusz Różycki-Kołodziejczyk (24 VII 1928 – 28 VI 1933 → szef Wojskowego Instytutu Naukowo-Wydawniczego[99])
- ppłk dypl. Alojzy Horak (28 VI 1933 – III 1935 → dyspozycja szefa Biura Personalnego M.S.Wojsk[100])
- ppłk piech. Ignacy Bobrowski (p.o. III – VII 1935)
- ppłk dypl. Bronisław Duch (VII 1935[101][102] – 1938 → dyrektor nauk Centrum Wyszkolenia Piechoty)
- ppłk piech. Piotr Sosialuk (1938 – IX 1939)

Zastępcy dowódcy pułku
- mjr piech. Henryk Sebera (p.o. od 18 II 1922[103])
- mjr / ppłk piech. Zygmunt Szafranowski (1923 – 26 IV 1928 → zastępca dowódcy 10 pp)
- ppłk piech. Kazimierz Tadeusz Majewski (26 IV 1928 – 3 VIII 1931 → dowódca 38 pp[104])
- ppłk piech. Ignacy Bobrowski (VIII 1931 – III 1935)
- ppłk piech. Piotr Sosialuk (III 1935[105]– 1938 → dowódca 73 pp)
- ppłk piech. Władysław II Adamczyk (do VIII 1939 → dowódca 201 pp)

II zastępca (kwatermistrz)
- ppłk piech. Henryk Kowalówka (1938 – 1939 → dowódca OZ 23 DP)

### Żołnierze 73 pułku piechoty – ofiary zbrodni katyńskiej
Biogramy ofiar zbrodni katyńskiej znajdują się między innymi w bazach udostępnionych przez Ministerstwo Kultury i Dziedzictwa Narodowego oraz Muzeum Katyńskie.
| Nazwisko i imię       | Stopień              | Zawód                 | Miejsce pracy przed mobilizacją       | Zamordowany |
| --------------------- | -------------------- | --------------------- | ------------------------------------- | ----------- |
| Blacha Wilhelm        | ppor. rez.           | nauczyciel            | szkoła w Szopienicach                 | Katyń       |
| Brachaczek Rudolf     | kpt. rez.            | handlowiec            | Bank GK w Katowicach                  | Katyń       |
| Brzozowski Zbigniew   | ppor. rez.           | prawnik               | Okr. Dyrekcja PKP w Katowicach        | Katyń       |
| Chlebny Wincenty      | ppor. rez.           |                       |                                       | Katyń       |
| Dyjas Augustyn        | ppor. rez.           | urzędnik              | Urząd Skarbowy w Mysłowicach?         | Katyń       |
| Garstka Henryk        | ppor. rez.           | nauczyciel            | szkoła powszechna w Sosnowcu          | Katyń       |
| Juszkiewicz Karol     | ppor. rez.           | nauczyciel            | Szkoła Powszechna w Kleszczowie       | Katyń       |
| Kosterski Bolesław    | por. lekarz          | żołnierz zawodowy     |                                       | Katyń       |
| Kuc Stanisław         | ppor. rez.           |                       | Kier. Robót Fortyf. nr 13 w Kostopolu | Katyń       |
| Łach Antoni Stanisław | ppor. rez.           | urzędnik              | Urząd Gminy w Mogile                  | Katyń       |
| Machil Ryszard        | ppor. rez.           | urzędnik              | PZU w Katowicach                      | Katyń       |
| Majchrzak Tadeusz     | ppor. rez.           | spedytor              | kopalnia „Piast”-Lędziny              | Katyń       |
| Podkowa Jerzy         | ppor. rez.           |                       |                                       | Katyń       |
| Roguszczak Józef      | ppor. rez.           | prawnik, dr           |                                       | Katyń       |
| Spychalski Henryk     | ppor. rez.           | prawnik               | Rybnickie Gwarectwo Węglowe           | Katyń       |
| Stępel Jan            | por. rez.            | nauczyciel            | kier. szkoły w Łagiewnikach           | Katyń       |
| Szczerczak Zbigniew   | ppor. rez.           | nauczyciel            | szkoła w Michałkowicach               | Katyń       |
| Śmiałek Stanisław     | ppor. rez.           |                       |                                       | Katyń       |
| Tabaka Franciszek     | por.                 | żołnierz zawodowy     |                                       | Katyń       |
| Wilczyński Henryk     | ppor. rez.           | nauczyciel, mgr       | Wojewódzkie Zw. Zaw. w Katowicach     | Katyń       |
| Wojciechowski Józef   | ppor. rez.           | prawnik               | red. nacz. „Polski Zachodniej”        | Katyń       |
| Wretowski Jan         | ppor. rez.           | absolwent SGH         |                                       | Katyń       |
| Babiński Alojzy       | porucznik            | żołnierz zawodowy     |                                       | Charków     |
| Fleischer Jan         | podporucznik rezerwy | nauczyciel            |                                       | Charków     |
| Gorywoda Józef        | podporucznik rezerwy | nauczyciel            |                                       | Charków     |
| Molin Jan             | podporucznik rezerwy | nauczyciel            |                                       | Charków     |
| Nowak Wiktor          | porucznik rezerwy    |                       |                                       | Charków     |
| Pietrzyk Stanisław    | podporucznik rezerwy | sztygar               | kopalnia                              | Charków     |
| Pindur Paweł          | podporucznik rezerwy | nauczyciel            | szkoła powszechna w Chorzowie         | Charków     |
| Piwowar Lech Józef    | porucznik rezerwy    | publicysta            |                                       | Charków     |
| Płoski Stefan         | podporucznik rezerwy | ziemianin             | wł. majątku Stociuny                  | Charków     |
| Siemiatycki Stanisław | kapitan              | żołnierz zawodowy     | (e)                                   | Charków     |
| Sobik Nikodem         | kapitan rezerwy      | przedsiębiorca        | pracował w Rybniku                    | Charków     |
| Spolski Kazimierz     | porucznik rezerwy    | prawnik, dr praw      |                                       | Charków     |
| Zehngut Henryk        | podporucznik rezerwy | technik włókiennictwa |                                       | Charków     |
| Kowalski Teodozjusz   | kapitan              | żołnierz zawodowy     | dowódca 6/73 pp                       | ULK         |
| Nowak Piotr           |                      | strażnik więzienny    | więzienie w Krakowie                  | Kalinin     |